# Maria Manuel Leitão Marques
Maria Manuel de Lemos Leitão Marques, née le 23 août 1952 à Quelimane, en Afrique orientale portugaise, est une universitaire et femme politique portugaise, membre du Parti socialiste (PS).
Elle est ministre de la Présidence et de la Modernisation administrative entre novembre 2015 et février 2019. Elle siège au Parlement européen de 2019 à 2024..